# François Ponchaud
François Ponchaud (Sallanches, 8 febbraio 1939 – Lauris, 17 gennaio 2025) è stato un presbitero, missionario e scrittore francese.

## Biografia
Settimo di dodici figli, nacque a Sallanches (Alta Savoia, in Francia) nel 1939. Suo padre, imprenditore agricolo, fu eletto nel Consiglio Generale della Savoia nelle file del Movimento Repubblicano Popolare. Dopo aver prestato servizio come paracadutista in Algeria per ventotto mesi, scelse di entrare in seminario. Entrò quindi nella Società per le Missioni Estere di Parigi e si imbarcò da Marsiglia alla volta della Cambogia il 10 ottobre 1965.

### Testimone della tragedia cambogiana
Nel marzo 1970 Ponchaud si trovava a Kampong Cham come vicario della prefettura. Qui assistette all'escalation di violenza in seguito al colpo di Stato di Lon Nol e contribuì al salvataggio dei civili vietnamiti cui il governo dava apertamente la caccia. A seguito dei bombardamenti sulla Cambogia, dimostrò la sua contrarietà alla politica statunitense rifiutando aiuti economici e boicottando la visita del cardinale Angelo Rossi, invitato dall'ambasciata americana nel 1974. Quando Phnom Penh venne occupata da parte dei Khmer rossi nell'aprile 1975 egli dovette abbandonare la città, come tutti gli occidentali. Il 6 maggio 1975 raggiunse il confine thailandese. Tuttavia rimase in contatto con i profughi e cominciò a raccogliere una quantità notevole di informazioni su ciò che stava succedendo. Iniziò così a scrivere articoli per giornali francesi e finì per pubblicare agli inizi del 1977 il libro che lo rese famoso: Cambodge année zéro ("Cambogia: anno zero"). Il libro sollevò scalpore perché fu il primo resoconto (per quanto impreciso) di ciò che stava succedendo in Cambogia, in un periodo in cui la quasi totalità degli intellettuali e dell'editoria di sinistra occidentali appoggiavano acriticamente le rivoluzioni di ispirazione comunista in atto nel Sud-est asiatico.
Attraverso l'analisi dei discorsi ufficiali dei Khmer rossi alla radio, padre Ponchaud tentò di decifrare gli obiettivi della rivoluzione e la sua ideologia, nonché il tentativo di radicale riorganizzazione della società cambogiana in atto. Il tutto entro il contesto storico e sociale e con un occhio alle storie personali dei leader comunisti. Tra la fine degli anni settanta e la metà degli Ottanta trascorse molti mesi nei campi profughi in Thailandia.

### Ultimi anni
Ponchaud rientrò in Cambogia nell'aprile 1993, stabilendosi quindi a Phnom Penh. Tradusse la Bibbia in khmer e si impegnò nel dialogo interreligioso, in particolare nell'approccio verso il buddismo, religione nazionale cambogiana. Apparve in diversi documentari, tra i quali Khmers islam, realizzato nel 2008, che parla del tragico destino della minoranza islamica Chăm durante il regime dei Khmer rossi. 
Ponchaud è morto in Francia nel 2025 all'età di 85 anni.

## Opere
In italiano
- François Ponchaud. Cambogia anno zero. Sonzogno (1977)
- François Ponchaud. Buddha e Cristo le due salvezze. (a cura di Strazzari Francesco). EDB (2005)
- François Ponchaud. Cristo sul Mekong. Storia della Chiesa in Cambogia. Ass. Pimedit (2014)